# Sungai Alam
Sungai Alam is een bestuurslaag in het regentschap Bengkalis van de provincie Riau, Indonesië. Sungai Alam telt 4353 inwoners (volkstelling 2010).